# Kanton Sains-Richaumont
Kanton Sains-Richaumont (fr. Canton de Sains-Richaumont) byl francouzský kanton v departementu Aisne v regionu Pikardie. Tvořilo ho 19 obcí. Zrušen byl po reformě kantonů 2014.

## Obce kantonu
- Berlancourt
- Chevennes
- Colonfay
- Franqueville
- Le Hérie-la-Viéville
- Housset
- Landifay-et-Bertaignemont
- Lemé
- Marfontaine
- Monceau-le-Neuf-et-Faucouzy
- La Neuville-Housset
- Puisieux-et-Clanlieu
- Rougeries
- Sains-Richaumont
- Saint-Gobert
- Saint-Pierre-lès-Franqueville
- Le Sourd
- Voharies
- Wiège-Faty